# Armin Baltensweiler

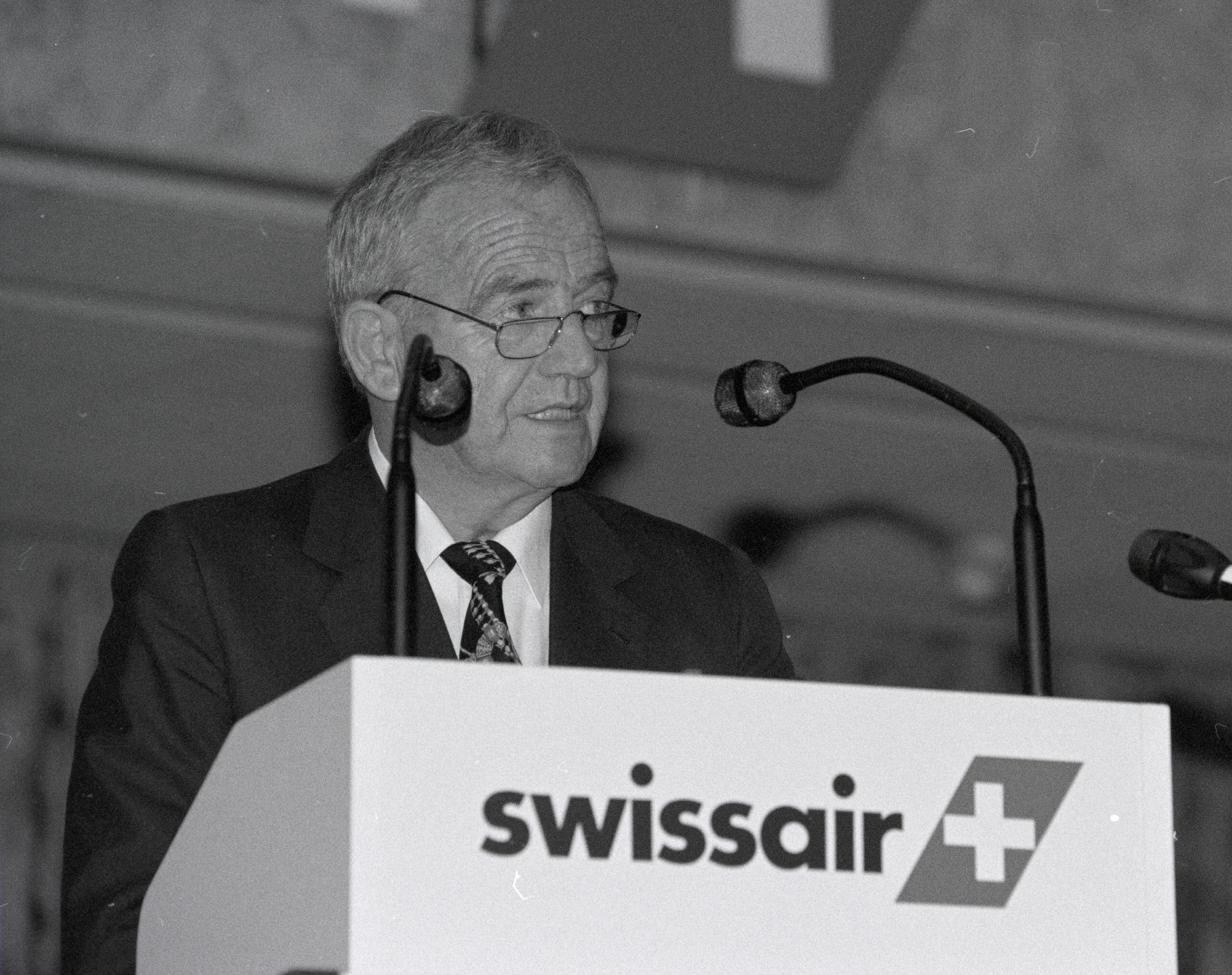
Armin Baltensweiler (1992)

Armin Baltensweiler (* 20. April 1920 in Mollis, Glarus; † 12. Februar 2009 in Herrliberg) war ein Schweizer Manager und Verwaltungsratspräsident der Swissair.

## Leben und Wirken

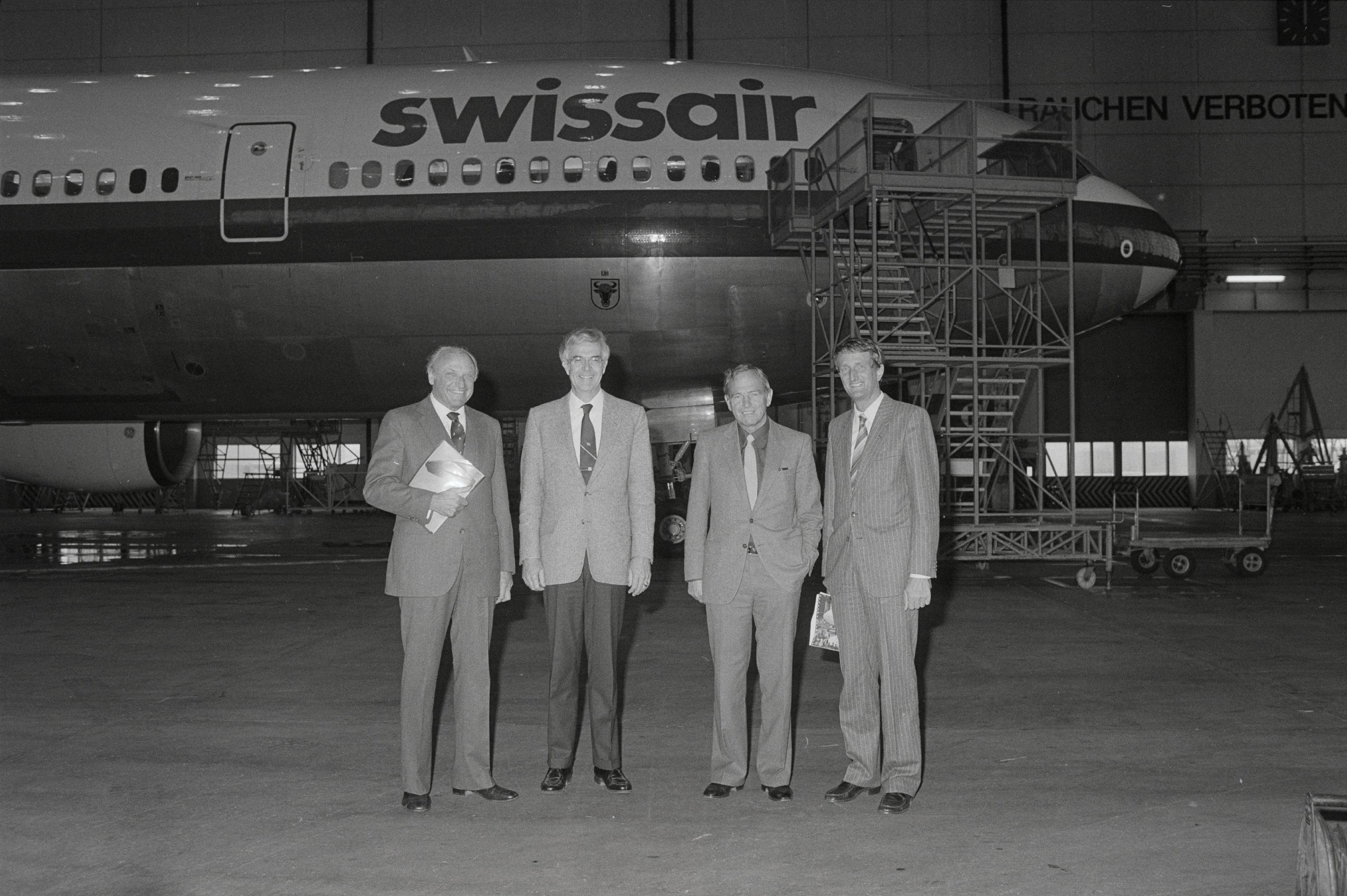
Hugo Mayr (l.), Sanford McDonnell (Mitte), Armin Baltensweiler (r.) vor der McDonnell Douglas DC-10-30 ER, HB-IHO „Uri“ 1983

Armin Baltensweiler, Bürger von Kloten, wurde als Sohn des SBB-Angestellten Otto Baltensweiler und dessen Ehefrau Bertha geb. Roth geboren. Die Maturität erlangte er 1940 an der Oberrealschule (heute Kantonsschule Rämibühl) in Zürich. Während der Kriegsmobilmachung war Baltensweiler von 1939 bis 1945 Mitglied der Nachtstaffel Fliegertruppe, ab Ende 1945 im Rang eines Oberleutnants der Fliegertruppe, ab 1953 bekleidete er den Rang eines Hauptmanns der Fliegertruppe.
Sein Studium absolvierte Baltensweiler von 1941 bis 1946 an der ETH Zürich mit dem Abschluss als Maschineningenieur mit Diplom Dipl. Ing. ETH. Ab 1946 war er als Entwicklungsingenieur im Eidgenössischen Flugzeugwerk in Emmen tätig und beschäftigte sich dort von 1947 bis 1948 mit der Flugzeugstatik und Aerodynamik. Während dieser Zeit konnte er die Entwicklung des N20 im Flugzeugwerk Emmen mitgestalten. Er engagierte sich für die Umstellung auf Strahl- bzw. Grossraumflugzeuge.
Über Jahrzehnte leitete Baltensweiler nicht nur das Schweizer Luftfahrtunternehmen, sondern arbeitete auch für andere Schweizer Unternehmen. Von 1948 bis 1992 war er bei der Swissair tätig. Er begann dort als Chefingenieur und wurde 1956 zum Direktor Chef Planungsdienste befördert. Ab 1960 wirkte er als stellvertretender Direktionspräsident und von 1972 bis 1982 als Direktionspräsident der Swissair. Zudem war er Delegierter des Verwaltungsrates (1977–1982) und Präsident des Verwaltungsrates Swissair, SAIR Group (1982–1992). Es folgte 1992 die Ernennung zum Ehrenpräsidenten der SAIR Group.
Baltensweiler war darüber hinaus von 1973 bis 1983 Mitglied im Exekutivrat der IATA und ab 1982 Präsident.
Armin Baltensweiler war mit Ruth Frei verheiratet; die beiden hatten drei Kinder.

## Verwaltungsratsmandate
- 1972–1988 SKA, Credit-Suisse
- 1981–1993 Nestlé
- 1982–1993 Gebr. Sulzer
- 1982–1988 Verwaltungsratspräsident Gebr. Sulzer
- 1982–1992 Verwaltungsratspräsident SAIRGROUP

## Mitgliedschaften
- 1973–1983 Exekutivrat der IATA
- Conquistadores del Cielo 1961, USA
- Rotary Club Zürcher Unterland
- 1989 The Wingsclub, New York

## Ehrungen
- 1988: Ehrenbürger, Goodwill Ambassador der Stadt Houston (USA)

## Werke
- Auf Safari im Lande der Samburus. 1967